# SN 1984E
SN 1984E – supernowa typu II-L odkryta 29 marca 1984 roku w galaktyce NGC 3169. Jej maksymalna jasność wynosiła 15,20m.